# SoFi
SoFi Technologies, Inc., communément appelée SoFi, est une entreprise américaine spécialisée dans la planification patrimoniale sur Internet.
Basée à San Francisco, SoFi propose des produits financiers comprenant le refinancement de prêts étudiants, des prêts hypothécaires, des prêts personnels, des cartes de crédit, des investissements et des services bancaires via des applications mobiles ou Internet.
Depuis 2019, elle parraine commercialement le SoFi Stadium auquel elle donne son nom.